# 1505 км
1505 км, 1505 километр (баш. 1505 км) — упразднённый населённый пункт (тип: железнодорожная будка) Раевского поссовета Альшеевского района БАССР.

## География
Находился в 1 км от центра поссовета — пос. Раевский.

## История
Возник как поселение железнодорожников и их семей.
Населённый пункт упразднён официально в 1981 году, согласно Указу Президиума ВС Башкирской АССР от 14.09.1981 № 6-2/327 «Об исключении некоторых населённых пунктов из учётных данных по административно-территориальному делению Башкирской АССР»

## Население
Проживали русские (Башкирская АССР : административно-территориальное деление на 1 июля 1972 года. С. 18).